# 國道8號 (印度)

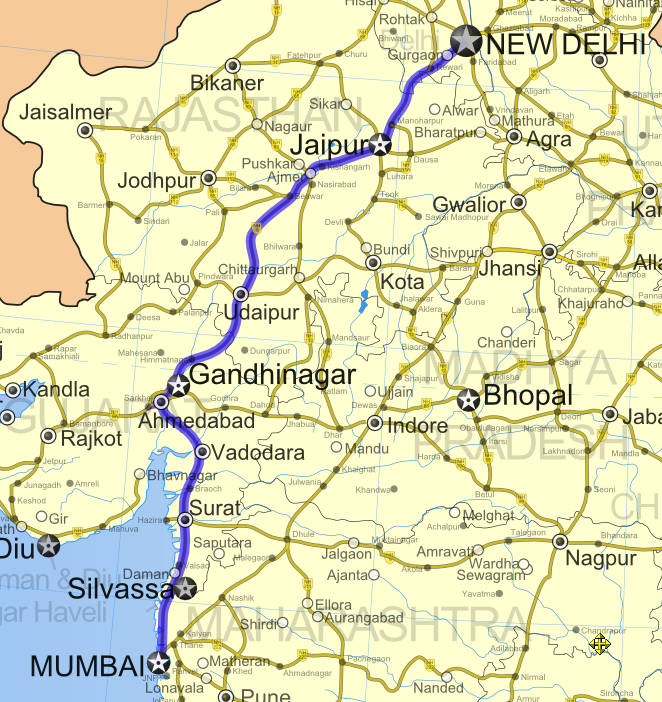
國道8號路線示意圖

國道8號（英語：National Highway 8，簡稱NH8）是一條連接印度首都新德里和印度金融中心的孟買的國道，全長1,375公里。
其他途經的主要城市有古爾岡（哈里亞納邦）、齋浦爾、阿傑梅爾、烏代浦（拉賈斯坦邦）、甘地訥格爾、艾哈邁達巴德、瓦多達拉（古吉拉特邦）等。其中新德里—阿傑梅爾、烏代浦—孟買是黃金四角的一部分。